# Ramillies (Bèlgica)
Ramillies (en való Ramiêye) és un municipi belga del Brabant Való a la regió valona. Es va crear l'1 de gener de 1977 per la fusió de cinc municipis fins aleshores independents. El riu Petite Gette hi neix.
Ramillies és conegut per la batalla de Ramillies que va tenir lloc allà el dia de pentecosta de 1706, en el marc de les guerra de successió espanyola. S'hi van oposar les tropes de John Churchill, duc de Marlborough, al capdavant de l'exèrcit aliat dels anglo-holandesos a les tropes de François Neuville que comandava l'exèrcit franco-espanyol en companyia de l'elector de Baviera. La victòria va ser per al duc de Marlborough.

## Nuclis
- Autre-Église (amb el poble Hédenge)
- Gérompont
  - Bomal
  - Geest-Gérompont
  - Petit-Rosière
  - Mont-Saint-André
- Grand-Rosière-Hottomont (amb el poble de Le Chenois)
- Huppaye (amb el poble Molembais-Saint-Pierre)
- Ramillies-Offus (amb el poble d'Offus)